# متنزه عسير الوطني
متنزه عسير الوطني، أحد المتنزهات الوطنية في المملكة العربية السعودية، وقد شُرع في إعداد الدراسات والتصاميم لهذا المتنزه في عام 1976م وبعد ثلاث سنوات (1979) بدأ تنفيذ المشروع، وأفتتح المتنزه أبوابه للزوار عام 1981م.

## موقعه ومميزاته
- يغطي مساحة تقدر بـ 455,000 هكتار، ويتواجد فيه جميع التضاريس من جبال وسهول وسواحل ومرتفعات، ويصل ارتفاع المتنزه في ساحل البحر الأحمر إلى 3,408 على هيئة شريط يتراوح عرضه مابين 60 - 240 كيلاً، وتمثل مرتفعاته وانكساراته الجبلية عناصر جذب سياحي والتي تكونت نتيجة لعمليات تشقق سطح الأرض، ونشاطات البراكين المصاحبة لعمليات الرفع الجيولوجية وعوامل التعرية التي حدثت خلال السنين الماضية.
- ساعدت جيولوجية المنطقة وحياتها النباتية والحيوانية والمناطق الساحلية والشعاب المرجانية المتواجدة في البحر الأحمر على الجذب السياحي.
- يعد المتنزه مأوى لأكثر من ثلاثمائة نوع من الطيور التي تعيش في المتنزه على مدار العام منها ثلاثون عاماً نوعاً من الطيور الجارحة، والدراسات العلمية اثبتت أن المتنزهات الوطنية لها دور كبير في حماية الحيوانات والنباتات عن عبث الإنسان.[2]

## منشأت المتنزه
- مركز زوار أبها يقع في الجهة الجنوبية من الحزام الدائري لمدينة أبها وعلى بعد 2كيلاً من وسط المدينة، ويعد نقطة انطلاق لزوار المتنزه الوطني حيث يجسد صور البيئة الطبيعية للمنطقة من الساحل إلى قمم الجبال في نماذج ومجسمات لأنماط الحياة المناخية والنباتية والحيوانية، وبه قاعة للمحاضرات تحتوي على عروض سمعية وبصرية عن بيئة المنطقة.
- السودة تبعد 25 كيلاً من مدينة أبها وعلى ارتفاع 3500 متر عن سطح البحر، وتكسو جبالها أشجار العرعر الكثيفة ذات الطبيعة الخلابة، ولقد طُورت مساحتها حيث أُنشئت فيها الطرق الإسفلتية ومواقف السيارات والممرات المناسبة لمشاهدة الطبيعة عبر الجلوس في أماكن مخصصة بالطاولات والمقاعد، وتتوفر فيها كافة الخدمات العامة من أسواق ومراكز اتصالات ودورات مياه مجهزة بوسائل السلامة، وكما أُختيرت بعض المواقع كمطلات لرؤية المناظر بواسطة أجهزة مكبرة لسهل تهامة والسهول المجاورة، وكما يمكن مشاهدة الصخور المنحوتة التي يرجع تاريخها إلى حقبة تتجاوز 3000 سنة.
- دلغان في الجنوب الشرقي من مدينة أبها وعلى مسافة 27 كيلاً، ويقطعها وادي دلغان المشهور بمياهه الرقراقة وتحيط به أشجار السنط والأكاسيا، وقد تم تعبيد أراضيه بالطرق الأسفلتيه وتزويده بكافة الخدمات.
- القرعاء تبعد مسافة 4 كيلاً عن متنزه دلغان، وتبلغ مساحته 425 هكتاراً، وتغطيه أشجار العرعر التي تشتهر بأنها من النباتات المعمرة حيث يبلغ عمرها أكثرها من 150 سنة، وتتفاوت طبوغرافية هذا الموقع ما بين الأجزاء المنبسطة والتكوينات الصخرية، وقد زُودت بكافة الخدمات.
- متنزه الهضبة يقع على مسافة 15 كيلاً جنوب شرق مدينة أبها، وتقدر مساحتها بحوالي 10 هكتارات، وهو عبارة عن مطلين واستراحة لمشاهدة أكبر قدر من الطيور.
- المناطق الساحلية الموجودة في الجرة، والحيلة، والمحالة، وشفا المسقي، وشعف آل ويمن، السحاب، محمية ريده،
- منطقة البحر الأحمر تعد من أهم المناطق السياحية في عسير، وتقع ضمن حدود المتنزه نظراً لا يمتاز به البحر من شفافية مياهه، وشعبه المرجانية المتعددة، وأسماكه الملونة، ويعتبر المكان المثالي لممارسة هواية صيد الأسماك والغوص والتصوير تحت أعماق الماء.[3]

## انظر ايضاً
- عسير

## وصلات خارجية
- جمال الطبيعة في متنزه عسير الوطني في أبها.
- 6 من متنزهات ابها السعودية ننصح بزيارتها.